# Клетка Пуркинье

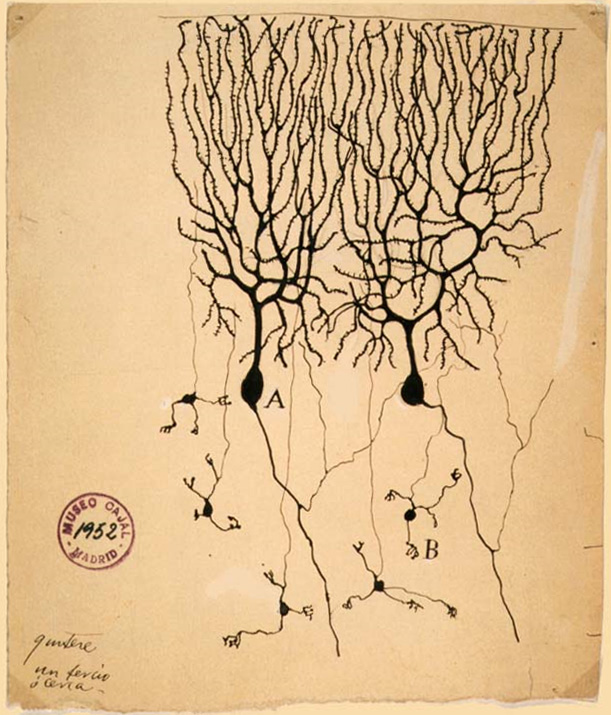
Клетки Пуркинье (А) и гранулярные клетки (B) в срезе мозгового вещества голубя. Рисунок Сантьяго Рамон-и-Кахаля

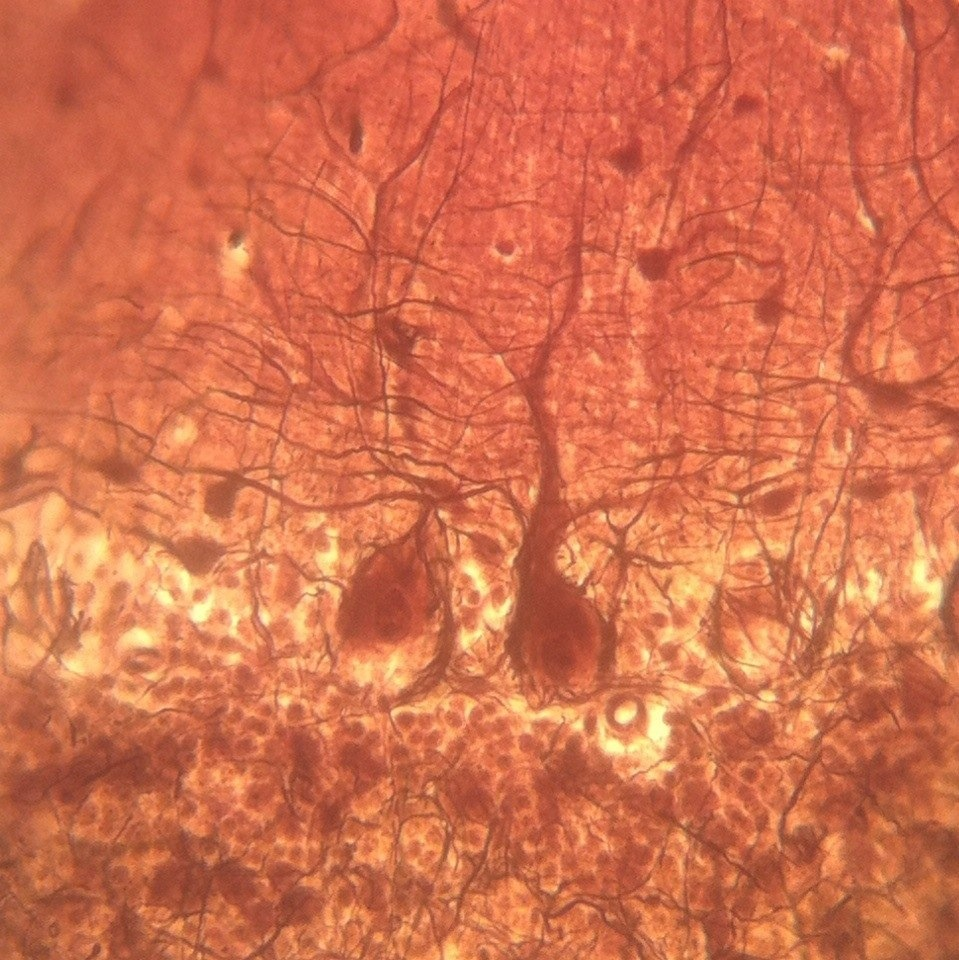
Клетки Пуркинье в коре мозжечка собаки, импрегнация нитратом серебра

Кле́тки Пуркинье́ (лат. neuronum piriforme, англ. Purkinje cells) — грушевидные нейроны коры мозжечка, крупнейшие в мозжечке, и одни из крупнейших в мозгу (уступают только гигантским пирамидам Беца). Своё название клетки получили в честь их первооткрывателя (1837), чешского врача и физиолога Яна Эвангелисты Пуркинье, называвшего их «ганглиозные тельца».
Это были первые открытые нейроны.

## Характеристика
Клетки Пуркинье — это ГАМК-эргические (передающие сигнал при помощи нейромедиатора гамма-аминомасляной кислоты) тормозные нейроны, единственные «выходные» нейроны коры мозжечка. Длина аксона у мышей — 2 миллиметра, у крыс — 3 миллиметра. Толщина дендритов 2—5 мкм — толстые ветви, 0,5—1 мкм — тонкие. Тело клетки Пуркинье имеет грушевидную форму, от которой отходит множество дендритов, обильно разветвляющихся в плоскости, строго перпендикулярной извилинам мозжечка, и образующих множество (до двухсот тысяч) синапсов с пересекающими слои таких деревьев параллельными волокнами — расположенными вдоль поверхности извилин аксонами гранулярных клеток мозжечка. Высокоразвитое дендритное древо клетки Пуркинье поддерживает своими отростками глиоцит Бергманна — «специализированный астроцит». Длинный аксон (причём не обладающий аксонным холмиком), который берёт своё начало от расположенного в глубине коры мозжечка основания клетки, направляется через белое вещество к ядрам мозжечка, образуя синапсы с их нейронами, а также к вестибулярным ядрам.
В мозжечковой коре насчитывается до 26 млн клеток Пуркинье. Они достигают окончательного развития только к восьми годам жизни человека. Поэтому маленькие дети не умеют рассчитывать движения и выглядят неуклюжими и неловкими, а из-под карандаша у них выходят каракули. Тренировки ускоряют созревание клеток Пуркинье — самым развитым мозжечком обладают гимнасты, балерины и фигуристы. А ещё клетки Пуркинье очень чувствительны к алкоголю — даже небольшие дозы спиртного приводят к сбою в мозжечке, который определяет траекторию движения и согласованность работы рук и ног.